# Стефанович, Миодраг
Миодраг Стефанович (серб. Миодраг Стефановић / Miodrag Stefanović; 2 февраля 1977, Белград, СФРЮ) — сербский футболист, защитник.
Одно время выступал в Боснии и Герцеговине за команду «Славия» из города Сараево.
В 2007 году пришёл в ростовский СКА. Играя на позиции защитника, активно подключался к атакам. Однако первый гол за СКА забил только в 2008 году — во встрече, выигранной СКА со счётом 5:1, поразил ворота брянского «Динамо».
После завершения чемпионата 2008 года покинул СКА, поскольку легионеры не имеют права играть во втором дивизионе. Липецкий «Металлург», в котором Стефанович выступал в 2009 году, также вылетел из первой лиги по итогам сезона.